# Valle Aurelia

Valle Aurelia is een metrostation in het stadsdeel municipio XIII van de Italiaanse hoofdstad Rome. Het station werd geopend op 29 mei 1999 en wordt bediend door lijn A van de metro van Rome.

## Geschiedenis
In 1980 werd het initiële deel van lijn A geopend en werden plannen gemaakt om ook de westelijke en noordelijke woonwijken aan te sluiten op de metro. In 1985 lag er een plan om lijn A ten westen van Ottaviano te vertakken, waarbij een tak naar het Olympisch Stadion zou lopen en de andere door de westelijke woonwijken naar station Monte Mario. In 1990 werd begonnen met de verlenging naar de westelijke woonwijken. De eerste twee stations van deze verlenging, waaronder Valle Aurelia, werden op 29 mei 1999 geopend voor reizigersverkeer. Valle Aurelia was ruim een half jaar het westelijke eindpunt totdat op 1 januari 2000 nog drie westelijkere stations werden geopend.

## Ligging en inrichting
Het station ligt aan de Via di Valle Aurelia bij het kruispunt met de Via Anastasio II.  Het bovengrondse stationsgebouw ligt naast het gelijknamige viaductstation dat in 2000 ten behoeve van het stadsgewestelijkenet (lijn FL 3) is gebouwd voor de noordelijke ringlijn. Ondergronds liggen de metrobuizen voor de verschillende richtingen boven elkaar. De metro's richting het centrum rijden op het onderste niveau, die richting Battistini op het bovenste niveau. De perrons zijn met roltrappen en liften verbonden met de bovengrondse stationshal.